# Push Play (banda)
Push Play es una banda de rock formada en Long Island, NY. La componen CJ Baran (vocalista, guitarra rítmica y teclados), Steve Scarola (guitarra y teclados), Nick Deturris (bajo) y Derek Ries (batería). La banda ha creado sus siguientes usando MySpace y iTunes.
El álbum más nuevo de Push Play, "Found" fue lanzado el 29 de septiembre de 2009. El 10 de abril de 2010, la banda anunció que se separaban para perseguir metas personales, terminando sus cuatro años como banda.

## Álbumes
- Deserted (2007)
- Dear Santa (2008)
- Found (2009)

## Singles
| Año  | Canción                  | Álbum                    |
| ---- | ------------------------ | ------------------------ |
| 2009 | Midnight Romeo           | Found                    |
| 2009 | Stay Here This Christmas | Stay Here This Christmas |
| 2010 | My Everything            | Found                    |